# 尼濟 (索卡爾區)
50°21′14″N 24°2′9″E / 50.35389°N 24.03583°E
尼濟（烏克蘭語：Низи），是烏克蘭西部的村莊，隸屬利維夫州的舍普季茨基區。該村面積2.25平方公里，海拔高度202米，2025年人口671，人口密度每平方公里300人。